# 2334 Cuffey
A 2334 Cuffey (ideiglenes jelöléssel 1962 HD) a Naprendszer kisbolygóövében található aszteroida. Az Indianai Egyetem fedezte fel 1962. április 27-én.